# Steve-O
Pour les articles homonymes, voir Stephen Glover et Glover.
 (mai 2023).
Si vous disposez d'ouvrages ou d'articles de référence ou si vous connaissez des sites web de qualité traitant du thème abordé ici, merci de compléter l'article en donnant les références utiles à sa vérifiabilité et en les liant à la section « Notes et références ».
Steve-O, de son vrai nom Stephen Gilchrist Glover né le 13 juin 1974 à Wimbledon près de Londres, est un membre de l'émission Jackass diffusée sur MTV, dans laquelle il « joue le rôle » du plus fou. Il est souvent considéré comme le plus loufoque de la bande de Jackass. 
Steve-O est entré dans le métier de cascadeur après avoir fait une école de cirque. Sélectionné parmi 3300 élèves, il fait partie d'une promotion de 33. Cette dernière subit une nouvelle sélection au cours de laquelle il n'est pas retenu. Il décide donc de rentrer dans la bande des Jackass. Il s'est ensuite consacré à l'émission Wildboyz avec Chris Pontius. 
Steve-O a aussi réalisé l'émission Dr.Steve-O.

## Biographie
Stephen est diplômé en 1997 du Ringling Brothers and Barnum & Bailey Clown College. 
« Cela n'a duré que 8 semaines et nous nous entraînions 14 heures par jour. » Sur 3 300 participants seulement 33 ont été acceptés, Steve-O est l'un d'eux. Après avoir obtenu leur diplôme, seuls 10 d'entre eux se voient proposer un contrat, il n'en fait pas partie. « Perhaps I was seen as more of an insurance risk than a clown. » Il rentre à Albuquerque, pour filmer ses exploits et ainsi pouvoir s'inscrire dans une troupe de skate. 
La collaboration entre Steve-O et Big Brother Magazine démarre en 1997, lorsque le journal débarque à Albuquerque. Steve-O se fait alors remarquer en mettant le feu à ses cheveux, Big Brother décide alors d'écrire un article sur lui. En 1999, il part au Nouveau-Mexique et en Floride. Il travaille pendant six mois comme artiste au Royal Carribean Cruise Lines puis on lui offre un job de clown au Hanneford Family Circus.
Durant cette période, il continue de collaborer avec Big Brother Magazine en participant à une vidéo appelée Boob. Il entre ainsi en contact avec l'équipe de Jackass. Toutes les scènes de la première saison de Jackass dans lesquelles il apparaît ont été tournées en trois jours.
En mars 2009, il est candidat de la 8e saison de Dancing with the Stars. Il est en compétition avec notamment Denise Richards, Gilles Marini, Lil'Kim, Belinda Carlisle, David Alan Grier, Steve Wozniak ou encore Shawn Johnson, la gagnante.
Lui et Chris Pontius sont tous les deux apparus dans l'émission de catch Monday Night Raw, en affrontant Umaga mais se sont fait vaincre.
En septembre 2011, Steve-O s'est fait casser le nez par Mike Tyson dans l’émission de Charlie Sheen.
Steve-O était animateur de l'émission Killer Karaoke (en), un jeu télévisé américain diffusé sur truTV. Cette émission a été lancée le 23 novembre 2012. Au cours de celle-ci, des concurrents tentent de chanter et de continuer à chanter au cours de défis (comme se faire électriser en servant des plats ou marcher dans des bacs remplis de bouillie de poissons, de serpents ou d'insectes).
Il est aussi sur le tournage de Jackass Forever (2022) avec l'équipe habituelle malheureusement amputée de Ryan Dunn.

## Ses vidéos «solo»
- Don't try this at home part 1 - Career Ender
- Don't try this at home part 2 : The tour
- Don't try this at home part 3 : Out on bail - PCP saved my life
- Steve-O : The Early Years
- Big Brother Skateboarding Video -Boob- (apparition)
- XYZ clothing -Meet your maker- (apparition avec Ryan Simonetti)
- Gross Misconduct (sans son autorisation)
- Don't try this at home: Greatest hits (sans son autorisation)

## Filmographie

### Films
| Année | Titre                                 | Rôle                                         |
| ----- | ------------------------------------- | -------------------------------------------- |
| 2002  | Jackass, le film                      | Lui-même                                     |
| 2003  | Blind Horizon                         | L'homme avec un chapeau dans la scène finale |
| 2006  | Jackass deux, le film                 | Lui-même                                     |
| 2006  | The Dudesons                          | Lui-même                                     |
| 2007  | Jackass 2.5 (nl)                      | Lui-même                                     |
| 2007  | National Lampoon's TV: The Movie (en) | Divers                                       |
| 2009  | Passenger Side                        | Client du bar                                |
| 2010  | Jackass 3                             | Lui-même                                     |
| 2011  | Jackass 3.5                           | Lui-même                                     |
| 2015  | Secret Agency                         | Pedro                                        |
| 2022  | Jackass Forever                       |                                              |

### Télévision
| Année       | Titre                                    | Rôle               | Notes                     |
| ----------- | ---------------------------------------- | ------------------ | ------------------------- |
| 2000 - 2002 | Jackass                                  | Lui-même           | 20 épisodes               |
| 2002 - 2003 | Mad TV                                   | Lui-même           | 2 épisodes                |
| 2003 - 2006 | Wildboyz                                 | Lui-même           | 32 épisodes               |
| 2003        | The Bronx Bunny Show (en)                | Lui-même           | 1 épisode                 |
| 2004 - 2006 | Totally Busted (en)                      | Lui-même           | 25 épisodes               |
| 2005        | Top Model USA (America's Next Top Model) | Lui-même           | 1 épisode                 |
| 2006        | Love Island (en)                         |                    | 2 épisodes                |
| 2006        | Newport Beach (The O.C)                  | Premier Marine     | épisode 4.2 "The Gringos" |
| 2006        | 24 Hours with... (en)                    | Lui-même           | 1 épisode                 |
| 2007        | Bam's Unholy Union                       | Lui-même           | 2 épisodes                |
| 2007        | Dr. Steve-O (en)                         | Dr. Steve-O        | 7 épisodes                |
| 2008        | Jackassworld.com: 24 Hour Takeover (en)  | Lui-même           |                           |
| 2009        | Dancing with the Stars                   | Lui-même           | Fini 8e                   |
| 2009        | Nitro Circus                             | Lui-même           | 1 épisode                 |
| 2009        | Steve-O : Demise and Rise                | Lui-même           | Sur la chaîne MTV         |
| 2009        | Glenn Martin, DDS (en)                   | Steve-O de Jackass | épisode 1.10, voix off    |
| 2011        | Germany's Next Topmodel                  | Lui-même           | épisode 6.12              |
| 2011        | Minute to Win It                         | Lui-même           |                           |
| 2011        | Comedy Central Roast (en)                | Lui-même           |                           |
| 2012 - 2013 | Killer Karaoke (en)                      | Lui-même           | Présentateur              |
| 2013        | Ridiculous                               | Lui-même           | Saison 3 épisode 3        |
| 2015        | Celebrity Juice (en)                     |                    | 1 épisode                 |
| 2015        | The Jump (en)                            |                    |                           |

### DVD
| Année | Titre                                                       | Rôle       |
| ----- | ----------------------------------------------------------- | ---------- |
| 2001  | Don't Try This At Home - The Steve-O Video Vol. 1           | Lui - même |
| 2002  | Don't Try This At Home - The Steve-O Video Vol. 2: The Tour | Lui - même |
| 2003  | Steve-O : Out on Bail                                       | Lui - même |
| 2004  | Steve-O : The Early Years                                   | Lui - même |
| 2005  | XYZ : Decade of Destruction                                 | Lui - même |
| 2005  | Steve-O : Gross Misonduct                                   | Lui - même |
| 2007  | Pinnernation                                                | Lui - même |
| 2009  | Pounding Out Randoms                                        | Lui - même |

## Anecdotes
- Steve-O est également disponible dans le jeu vidéo Tony Hawk's Underground 2 en tant que « skateur ». Il ne dispose toutefois pas de skate dans le mode carrière, mais d'un taureau mécanique.
- Steve-O a 26 tatouages, qu'il qualifie de « tatouages bêtes ». Y compris sur sa fesse droite où il est écrit « your name » (pour dire « J'ai ton nom tatoué sur mes fesses ») et sans doute son plus mémorable, un autoportrait qui couvre la moitié de son dos et arbore les mots « yeah dude, I rock" ainsi que sa signature[6].
- Dans la chanson « wildboy », l'artiste Machine Gun Kelly se réfère à Steve-O.
- Dans l'introduction du clip  « Party Like Tomorrow Is The End Of The World », du groupe Steel Panther, on peut l’apercevoir, se faisant inviter à une fête par le chanteur du groupe.